# All-Star
En termes esportius, un All-Star es refereix a l'equip seleccionat a partir dels millors jugadors de cadascuna de les posicions, dins d'un esport d'equip, com el bàsquet o el futbol. També es refereix a la llista dels millors participants en esports individuals, com el golf o les carreres.
Les celebracions, on s'acostumen a seleccionar aquests equips, es realitzen un o dos cops a l'any, tenint l'espectacle com a màxima fita, així com fer un homenatge als millors jugadors de l'any.
A Espanya destaca l'All-Star de la Lliga ACB. Als Estats Units, aquestes celebracions tenen molta més repercussió mediàtica, amb celebracions de l'estil del partit de les estrelles de l'NBA, entre les conferències de l'Est i de l'Oest, o el Major League Baseball All-Star Game, de beisbol.